# Yumeka Sano
Yumeka Sano (jap. 佐野夢加, Sano Yumeka; * 1. Juni 1985 in Masuho) ist eine ehemalige japanische Leichtathletin, die sich auf den Sprint spezialisiert hat.

## Sportliche Laufbahn
Erste internationale Erfahrungen sammelte Yumeka Sano im Jahr 2010, als sie bei den Asienspielen in Guangzhou in 44,41 s gemeinsam mit Mayumi Watanabe, Momoko Takahashi und Chisato Fukushima die Bronzemedaille mit der japanischen 4-mal-100-Meter-Staffel hinter den Teams aus Thailand und der Volksrepublik China gewann. Zuvor wurde sie beim Continentalcup in Split in 44,54 s Vierte. 2012 startete sie mit der Staffel bei den Olympischen Spielen in London, verpasste dort aber mit 44,25 s den Finaleinzug und beendete daraufhin ihre aktive sportliche Karriere im Alter von 27 Jahren. 

## Persönliche Bestleistungen
- 100 Meter: 11,59 s (+1,7 m/s), 29. April 2010 in Hiroshima
- 200 Meter: 24,37 s (+0,4 m/s), 3. Mai 2011 in Fukuroi